# Xã Wea, Quận Tippecanoe, Indiana
Xã Wea (tiếng Anh: Wea Township) là một xã thuộc quận Tippecanoe, tiểu bang Indiana, Hoa Kỳ. Năm 2010, dân số của xã này là 31.660 người.